# مارك مالون
مارك مالون (بالإنجليزية: Mark Malone)‏ (22 نوفمبر 1958 إل كاجون الولايات المتحدة - ) هو لاعب كرة قدم أمريكي.